# Ferdinand von Roemer

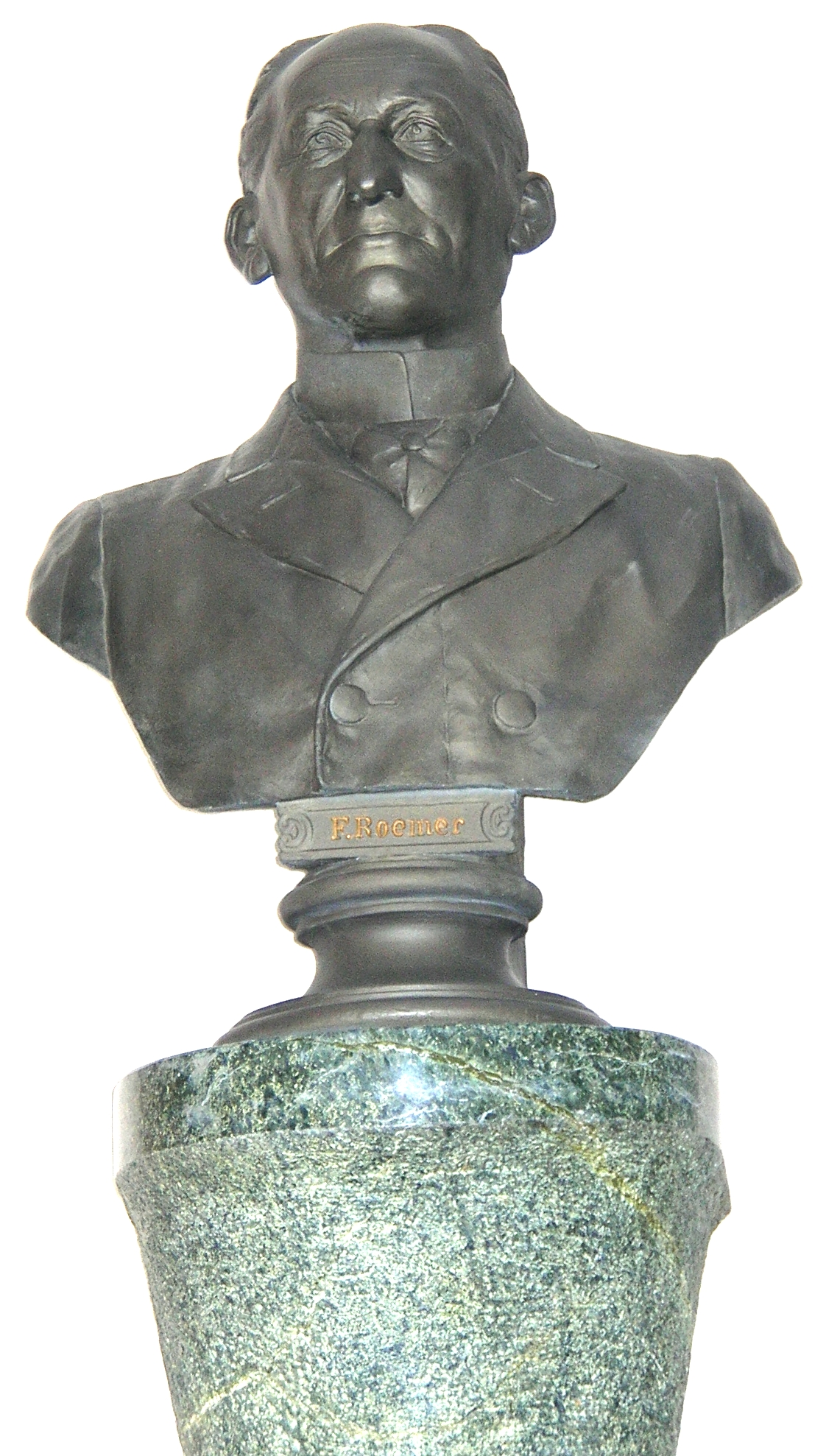
Büste Ferdinand Roemers im Geologischen Museum der Universität Breslau

Carl Ferdinand von Roemer (* 5. Januar 1818 in Hildesheim; † 14. Dezember 1891 in Breslau) war ein deutscher Geologe, Paläontologe und Mineraloge. Als Hochschullehrer wurde er zum „Vater der texanischen Geologie“.

## Familie
Roemer war das jüngste von sieben Kindern (vier Söhnen, drei Töchtern) des Rechtsanwalts und Justizrats Friedrich Roemer (1776–1821) und der Charlotte geb. Lüntzel (1786–1843).
Im Alter von 51 Jahren heiratete er im Frühjahr 1869 Katharina Schäfer, mit der er 23 Jahre kinderlos verheiratet war; allerdings hatte er zwei Nichten seiner Ehefrau als Pflegekinder aufgenommen. Seine Brüder waren der bekannte Geologe Friedrich Adolph Roemer und der Hildesheimer Senator und Reichstagsabgeordnete Hermann Roemer.

## Leben
Roemer studierte gemäß der Familientradition in den Jahren 1836–1839 zunächst Rechtswissenschaft an der Georg-August-Universität Göttingen, um die Beamtenlaufbahn einzuschlagen. Während des mit seinem Bruder Friedrich Adolph in Heidelberg verbrachten Sommersemesters 1838 besuchte er Vorlesungen des Zoologen und Paläontologen Heinrich Georg Bronn. Da er aber aus politischen Gründen in Göttingen nicht zum Richterexamen zugelassen worden war, studierte er anschließend noch Zoologie, Anatomie, Physiologie, Anthropologie, Chemie und Physik, aber auch Mineralogie, Kristallographie, Geognosie, Geologie und Paläontologie an der Friedrich-Wilhelms-Universität Berlin, wo er am 10. Mai 1842 in Paläontologie bei Leopold Ranke über die Muschelgattung Astarte zum Dr. phil. promovierte.

### Preußen
Am 1. August 1842 begann er bei der obersten preußischen Bergbehörde mit der stratigraphischen Untersuchung des Rheinischen Schiefergebirges mittels Fossilien (Biostratigraphie). 1844 erschien als Ergebnis dieser Untersuchungen Das Rheinische Übergangsgebirge. Die herausragende Bedeutung dieses Werks liegt in der Erkenntnis, dass die sogenannte ältere Grauwacke nicht – wie von Roderick Murchison und Adam Sedgwick vertreten – dem Silurischen System zuzuordnen ist. Er erkannte stattdessen die Stellung dieser Gesteine als „... untere Gruppe des Devonischen Systems ...“, also als tiefen Teil des von Murchison und Sedgewick selbst ausgegliederten Devon. Für diese Einheit prägte André Hubert Dumont 1848 den Begriff „Unterdevon“.

### Texas

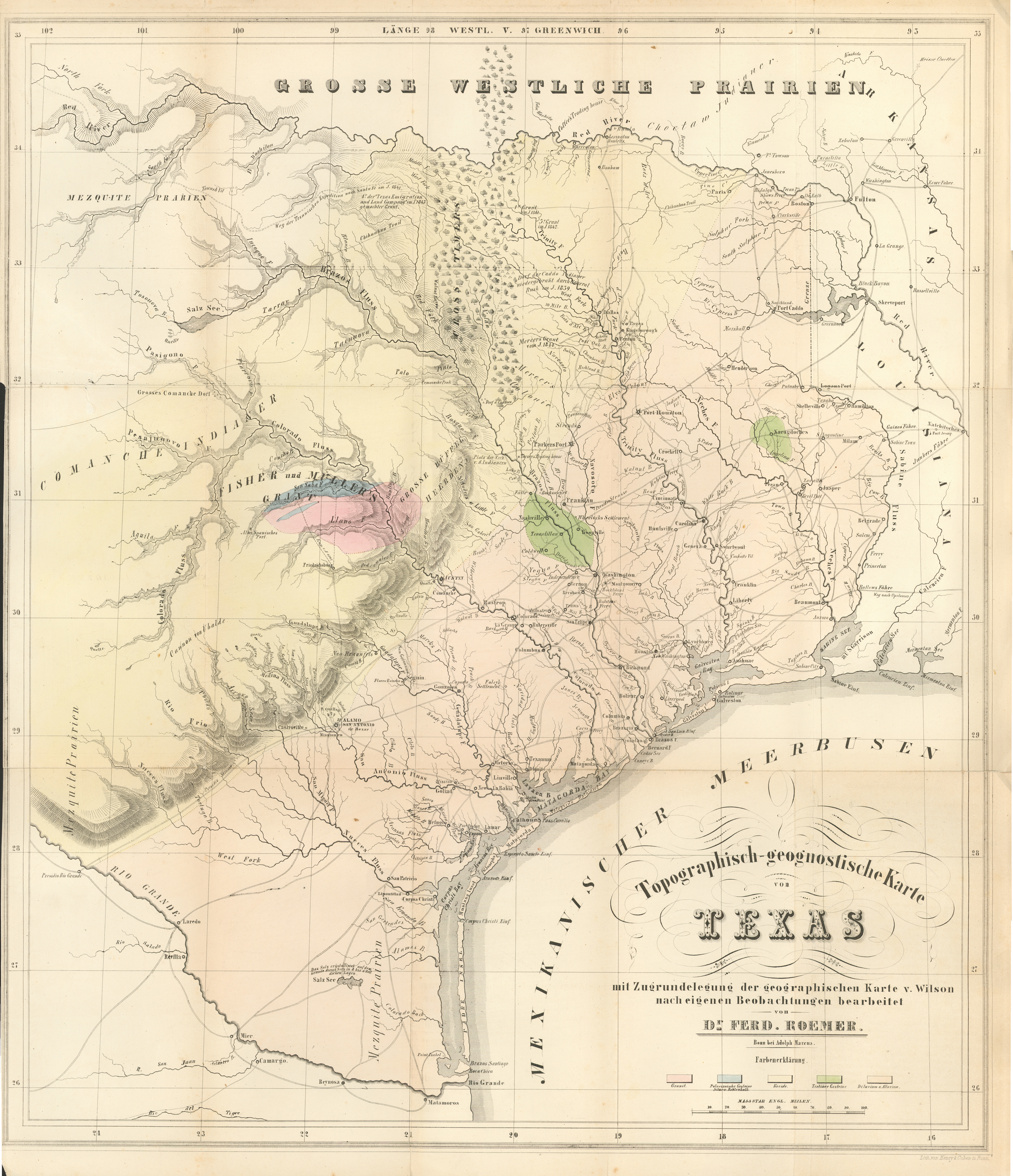
Roemer, Topographisch-Geognostiche Karte von Texas, 1849

Im Jahr 1845 reiste er über New York City nach Texas, wo er zwischen November 1845 und dem 8. Mai 1847 zwischen Galveston und Houston, westlich im Gebiet New Braunfels und Fredericksburg bis in den Norden bei Waco im McLennan County die Fauna und Flora sowie den geologischen Bestand des Landes studierte – auch mit Abstechern in andere Südstaaten. Hier arbeitete er unter anderem mit dem Botaniker Otfried Hans von Meusebach zusammen.

### Bonn
Anschließend war Roemer von 1848 bis 1855 Privatdozent an der Rheinischen Friedrich-Wilhelms-Universität Bonn. Dort schrieb er unter anderem sein Standardwerk Texas (1849) und das Buch Die Kreidebildungen von Texas und ihre organischen Einschlusse (1852). Während dieser Zeit betrieb er in ganz Europa seine geologischen Studien, so in England, Italien, Spanien, Frankreich, Irland, Norwegen, Schweden, Russland sowie in der Schweiz und der Türkei.

### Breslau
Ab Ostern 1855 war er o. Professor für Geologie, Paläontologie und Mineralogie an der Universität Breslau und Direktor des „Mineralogischen Kabinetts“, in dem er seine eigene mineralogische Sammlung präsentierte. Hier setzte er seine Tätigkeit als Autor fort und veröffentlichte 1860 Die Silurische Fauna des westlichen Tennessee. 1864/65 war er Rektor der Universität Breslau.
Roemer half Heinrich Georg Bronn bei der 3. Ausgabe seiner Lethaea geognostica (1851–1856) und arbeitete an der erweiterten Ausgabe der Lethaea palaeozoica (1876–1883). Im Jahr 1862 wurde er beauftragt, den geologischen Atlas von Oberschlesien zu überarbeiten, wobei er die Ergebnisse seiner Untersuchungen anschließend im Jahr 1870 in seinem dreibändigen Werk Geologie von Oberschlesien publizierte.

## Ehrungen
- Mitglied der Gesellschaft Deutscher Naturforscher und Ärzte  (vor September  1857)[5]
- Mitglied der Royal Society (1859)
- Mitglied der Akademie der Wissenschaften zu Göttingen (1862)[6]
- Korrespondierendes Mitglied der Preußischen Akademie der Wissenschaften (1869)[7]
- Korrespondierendes Mitglied der Russischen Akademie der Wissenschaften (1874)[8]
- Mitglied der Leopoldina (1874)[9]
- Auswärtiges Mitglied der Bayerischen Akademie der Wissenschaften (1885)[10]
- Murchison-Medaille der Geological Society of London (1885)
- Nobilitierung

## Schriften
- Das Rheinische Uebergangsgebirge. Eine palaeontologisch-geognostische Darstellung. Hahn, Hannover 1844.
- Weitere Nachricht von dem Vorkommen der Posidonomya Becheri und anderer für die Culm-Schichten bezeichnender Fossilien in den Sudeten und in Mähren, nach den Beobachtungen des Herrn Heinrich Wolf in Wien. In: Zeitschrift der Deutschen Geologischen Gesellschaft. Bd. 12, 1860, S. 513–516.
- Ueber die Auffindung devonischer Versteinerungen auf dem Ostabhange des Altvater-Gebirges. In: Zeitschrift der Deutschen Geologischen Gesellschaft. Bd. 17, 1865, S. 579–593.
- Geologie von Oberschlesien. Nischkowsky, Breslau 1870.

(Quelle:)